# Miroslav Venkrbec
Miroslav Venkrbec (* 11. února 1961) je bývalý český hokejový útočník. Po skončení aktivní kariéry působil jako trenér. Jeho synem je hokejista Matouš Venkrbec.

## Hokejová kariéra
V československé lize hrál za TJ Vítkovice. V roce 1981 získal s Vítkovicemi československý mistrovský titul. Dále hrál i za TJ Meochema Přerov, TJ DS Olomouc, na vojně za VTJ Topoľčany a v Německu za ERC Ingolstadt. Získal zlatou medaili na Mistrovství Evropy juniorů v ledním hokeji 1979 a reprezentoval Československo na Mistrovství světa juniorů v ledním hokeji 1980, kde tým skončil na 4. místě.

## Klubové statistiky
| Sezona    | Klub               | Soutěž  | Základní část | Základní část | Základní část | Základní část | Základní část |
| Sezona    | Klub               | Soutěž  | Z             | G             | A             | B             | TM            |
| --------- | ------------------ | ------- | ------------- | ------------- | ------------- | ------------- | ------------- |
| 1978/1979 | TJ Meochema Přerov | 2. liga | 15            | 1             | 2             | 3             | 16            |
| 1979/1980 | TJ Vítkovice       | 1. liga | 32            | 4             | 0             | 4             | 12            |
| 1980/1981 | TJ Vítkovice       | 1. liga | 9             | 0             | 0             | 0             | 2             |
| 1981/1982 | TJ Vítkovice       | 1. liga | 38            | 8             | 10            | 18            | -             |
| 1982/1983 | TJ Vítkovice       | 1. liga | 42            | 12            | 15            | 27            | 12            |
| 1983/1984 | TJ Vítkovice       | 1. liga | 26            | 1             | 2             | 3             | 6             |
| 1984/1985 | TJ Vítkovice       | 1. liga | 38            | 2             | 2             | 2             | 26            |
| 1985/1986 | TJ Vítkovice       | 2. liga | -             | 1             | -             | -             | -             |
| 1986/1987 | VTJ Topoľčany      | 2. liga | -             | -             | -             | -             | -             |
| 1986/1987 | TJ DS Olomouc      | 2. liga | -             | 3             | -             | -             | -             |
| 1987/1988 | TJ DS Olomouc      | 2. liga | -             | 8             | -             | -             | -             |
| 1988/1989 | TJ DS Olomouc      | 2. liga | 36            | 12            | 18            | 30            | -             |
| 1989/1990 | TJ DS Olomouc      | 2. liga | -             | 9             | -             | -             | -             |
| 1991/1992 | ERC Ingolstadt     | 2. liga | -             | 9             | -             | -             | -             |